# Лукашов, Денис Павлович
Дени́с Павлович Лукашов (25 апреля 1985 год, Дедовск Истринский район Московская область РСФСР, СССР) — российский кикбоксер-профессионал. Выступает в разделе лоу-кик. На бой обычно выходит в шапке-ушанке, телогрейке с надписью "Лукаш. Деревня Дедовск" и длинных красных трусах под русскую рок-музыку. Является сотрудником группы быстрого реагирования одного из московских ЧОП.

## Биография
Родился в подмосковном городе Дедовске, где проживает по настоящее время. В 1995 году в возрасте десяти лет отец будущего кикбоксера Павел Лукашов со словами: «Готовься! Осенью пойдем: надоел ты мне уже дома сидеть без дела!» отвёл Дениса занимается в местную секцию кикбоксинга к знаменитому тренеру Вадима Украинцеву, чемпиону СССР, Европы и мира (в настоящее время[когда?] первый вице-президент ФКР и главный тренер сборной России по кикбоксингу). В девятнадцать лет Денис хотел бросить занятия спортом, но под влиянием тренера поступил в Российский государственный университет физической культуры, спорта и туризма на спортивно-педагогическую кафедру теории и методики бокса и кикбоксинга, которую успешно окончил и получил диплом. В 2009 году поступил на юридический факультет РГСУ, филиал которого открыт в городе Дедовске.
По национальности русский. Женат. В браке воспитывает дочь (2018 г.р.) и сына (2021 г.р.) А так же дочь (2007 г.р) и сына (2012 г.р.) от первого брака.

## Бои
4 сентября 2010 года. Финал Первых Всемирных игр боевых искусств в Пекине. Денис Лукашов (Россия) — Арикан Фикри (Турция) — 3:0 (2:0; 2:0; 3:0).

## Достижения и титулы

### Профессиональные титулы
- 2011 чемпион мира по версии W5 (63,5 кг)
- 2010 чемпион мира по версии ISKA (64,5 кг)
- 2009 чемпион мира по версии WKA (67 кг)
- 2008 чемпион мира по версии WAKO-PRO (64,5 кг)

### Любительские титулы
- 2011 Чемпионат мира WAKO  63,5 кг
- 2010 Всемирные Игры Боевых Искусств  63,5 кг[3]
- 2009 Чемпионат мира WAKO  63,5 кг

## Звания и знаки отличия
Приказом министра спорта, туризма и молодёжной политики Российской Федерации от 3 августа 2010 года № 108-нг присвоено спортивное звание «Мастер спорта России международного класса».
На приёме 8 сентября 2010 года в Доме Правительства Московской области Денис Павлович Лукашов награждён Знаком Губернатора Московской области «БЛАГОДАРЮ».
Приказом министра спорта от 15 декабря 2015 г. № 180-нг присвоено почётное звание «заслуженный мастер спорта России».

## Тренерская работа
C 2006 года Денис Лукашов работает тренером клуба кикбоксинга «Профи-спорт» в г. Дедовск

## Политика
На выборах в Государственную Думу Российской федерации выдвигался от партии Зеленых от Московской области под номером 11.